# 熱力学第零法則
熱力学第零法則（ねつりきがくだいれいほうそく、英語: zeroth law of thermodynamics）とは、「物体AとB、BとCがそれぞれ熱平衡ならば、AとCも熱平衡にある」という原則のことであり、熱力学における重要な法則の一つである。熱平衡にある物体では、あらゆる場所において温度が一定であることを主張する。ここで、熱平衡とは、2つの系が、熱をやり取りできる状態で接しているが、状態変化が起きない状況を指す。
「第零法則」と呼ばれる理由は、熱力学の体系が出来上がった後、 ジェームズ・クラーク・マクスウェルが基本法則の一つとして数えたためである。温度は熱の移動する方向を示す性質であり、第零法則により温度というものが定義できるようになるほか、温度計を用いた温度の測定も正当化される。氷点あるいは沸点の水と温度計（例えば水銀柱）とが熱平衡にある点を基準として、セルシウス度、華氏などの温度が定義された。